# Murad Buildings
Murad Buildings este o companie multinațională uzbecă de dezvoltare situată în Uzbekistan. Murad Buildings este unul dintre cei mai mari dezvoltatori imobiliari din Uzbekistan, cunoscut pentru NEST ONE, cea mai înaltă clădire din Uzbekistan și pentru alte proiecte majore. În iulie 2021, Nuz Asia Awards Murad Buildings a câștigat nominalizările „Cel mai bun furnizor local al anului” și „Cea mai bună companie de construcții a anului” în 2021 și a primit cel mai înalt premiu de stat „Ordinul prieteniei” în acest an.

## Istorie
Fondată în 2002, Murad Buildings a început ca o companie de construcții de înaltă tehnologie.
În 2003, fondatorul Murad Buildings, Murad Nazarov, s-a angajat în construcția de clădiri private joase, iar în 2008, primul pas în extinderea și creșterea Murad Buildings a fost construcția de clădiri înalte. În același an, Murad Buildings a construit unul dintre clădirile Millennium. Millennium Housing a jucat un rol important în extinderea companiei și a devenit unul dintre cei mai buni antreprenori din Uzbekistan.
У În 2009, firma de construcții Murad Buildings, pe lângă locuințe, va construi un centru de afaceri numit „Avalon”. Proiectul Avalon a jucat un rol important în a arăta munca companiei într-o direcție diferită.
În 2018, Murad Buildings a semnat un contract cu compania turcă Özgüven.  Proiectul Nest One va avea ca rezultat contracte de construcție de 200 de milioane de dolari. Primul proiect al companiei este construirea unui complex rezidențial de 51 de etaje și 266,5 metri (874,34383 ft) înalt cunoscut sub numele de Nest One în Tașkent.

## Revizuire
Murad Buildings este o companie de dezvoltare bine-cunoscută în Asia, cu sediul în Tașkent, Uzbekistan, și este una dintre companiile lider în sectorul său. Murad Buildings a fost fondată în 2002 în Tașkent cu proiecte înalte, hoteluri și interioare, blocuri de birouri, proiecte comerciale, structuri mari, infrastructură și ansambluri rezidențiale în diverse sectoare de construcții.

## Premii

### Premiile companiei
- Compania Murad Buildings „Cel mai bun angajator – 2020”[7][8]
- Proiectul Nest One al companiei Murad Buildings a fost recunoscut drept cel mai bun al anului și premiat de Guvernul Uzbekistanului (2022)[9]

### Premii pentru proiecte
- Amir Temur — Cel mai bun complex memorial, Premiul Uzbek (2016)
- Felicita Tashkent – șase premii de design de clasă mondială (2018)
- Prieteni - Premii pentru cea mai bună dezvoltare de lux din Uzbekistan (2018)